# Pókaszepetk
Pókaszepetk è un comune dell'Ungheria di 1.038 abitanti (dati 2001). È situato nella contea di Zala.